# Makah
Makah (fra klallam-navnet for stammen, màq̓áʔa) er et folkeslag af oprindelige amerikanere, der lever i den nordvestligste del af staten Washington, USA. Medlemmerne af denne befolkningsgruppe bor primært i området omkring byen Neah Bay, Washington, en lille fiskerby, hvor Juan de Fuca-strædet møder Stillehavet. Deres reservat på den nordvestlige del af Olympic-halvøen omfatter også Tatoosh-øen. Makahfolket betegner sig selv som "Kwih-dich-chuh-ahtx" (Qwidiččaʔa·t) som kan oversættes til "folket der lever ved stenene og havmågerne ".

## Sprog
Lingvistisk tilhører makahsproget en sydlig gren af wakasha sprogfamilien, nootka. Makahfolket selv kalder deres sprog qwi·qwi·diččaq (qwiqwidicciat), og det er det eneste wakasha-sprog der tales i USA i moderne tid; de øvrige tales primært i British Columbia, Canada, på den anden side af Juan de Fucastrædet på vestkysten af Vancouver Island og så langt nordpå som til den centrale kyststrækning i British Columbia Coast. Makahfolket tilhører Pacific Northwests kulturområde.

## Makah reservatet
Makah Reservation omfatter nordvestspidsen af Olympic-halvøen og ligger i Clallam County, Washington. Juan de Fuca-strædet udgør reservatets nordlige grænse, mod vest ligger Stillehavet. Arealet er på i alt 121.451 km² inklusive øen Tatoosh; befolkningstallet var i 2000 på 1.356 personer, og den største by er Neah Bay. Ifølge Lewis og Clark var området ved Cape Flattery, Washington beboet af ca. 2.000 personer i begyndelsen af 19. århundrede. I 1855 blev al Makahfolkets land overtaget af USA på nær et lille område ved Cape Flattery, som blev udlagt til reservat. Ikke-medlemmer af Makah-stammen skal købe et særligt pas, før de kan komme ind i reservatet; gæster med et officielt ærinde, fx statsansatte, får dog et uden vederlag.

## Historie

### Prækolonialistisk
Arkæologiske undersøgelser viser at Makahfolket sandsynligvis har beboet det område, der nu kaldes Neah Bay, i mere end 3.800 år. I de tidligste tider levede de i landsbyer, der bestod af langhuse, bygget af planker af Kæmpe-Thuja. Plankerne kunne vendes eller fjernes for at skabe ventilation eller give lys til husets indre. Kæmpe-Thuja havde stor værdi for Makahfolket. De brugte barken til at lave tøj og hatte; rødder blev brugt til kurve; kanoer blev lavet af udhulede træstammer og brugt til jagt på sæler, gråhvaler og grønlandshvaler. Størstedelen af deres føde skaffede de fra havet, og den bestod gerne af kød fra fisk, hvaler og sæler, samt forskellige former for skaldyr. Desuden jagede de hjorte, elge og bjørne i de omkringliggende skove. Udover de arkæologiske fund har man viden om deres tidligere levevis fra Makahfolkets egen mundtlige tradition, der giver et vist indblik heri.

### Ozettefundet
I begyndelsen af 1700-tallet ramte et mudderskred en makahlandsby nær Lake Ozette, som fuldstændigt omsluttede husene. Det betød, at landsbyen blev bevaret intakt, som den blev forladt. I lokale makahfortællinger omtales et stort skred, der dækkede en del af søen for længe siden. I 1960'erne blev landsbyen genopdaget, og de første prøveudgravninger blev foretaget i 1966 og 1967 af Richard Daugherty Det var imidlertid ikke før 1970, at det blev klart, hvor stort dette fund reelt var. Under et stormvejr i februar det år blev dele af mudderlaget over landsbyen atter skyllet væk. Kort efter begyndte udgravningerne, og de fortsatte de næste elleve år. Her deltog både professionelle arkæologer fra Washington State University og repræsentanter fra makahfolket. Ved hjælp af højtryksspulere blev det resterende mudder fjernet fra de i alt seks begravede huse. Over 55.000 genstande blev udgravet; de omfattede både redskaber til sæljagt, hvalfangst, fiskeri, legetøj samt buer og pile.  I 1979 blev der åbnet et museum, hvor der også blev opført rekonstruktioner af langhuse og kanoer.

### Mødet med europæerne
I slutningen af 18. århundrede blev hele Nordamerikas nordvestlige kyst det vigtigste område for de europæiske pelshandlere. Den tidligste kendte kontakt mellem makahfolket og europæere fandt sted i 1787 og 1788, da Barkley og Meares rejste til området. På dette tidspunkt hed stammens høvding Tatoosh. Meares' skib anløb området 29. juni 1788, og han og besætningen blev modtaget venligt af makahfolket. Han beretter, at de var klædt i pels fra havodder, og at deres ansigter var malet med rød og gul okker. Deres kanoer havde plads til mellem 20 og 30 krigere, der var bevæbnet med bue og pil, samt enkelte lanser. Tatoosh tillod deres ophold, og pga. sit sorte ansigt gjorde han et stort indtryk på Meares. Tatoosh fortalte, at hans magtområde begyndte, hvor Wikaninnishstammens endte. Nogle dage senere blev et af skibene angrebet, og der blev ikke indgået en handelsaftale. Spanierne forsøgte omtrent samtidig at oprette en handelsstation i Neah Bay, men denne plan blev opgivet i 1790.[kilde mangler]

### USA
Gennem handel begyndte den endnu unge stat USA at spille en mere og mere fremtrædende rolle for makahfolket, men både britiske spanske og russiske pelshandlere handlede på dette tidspunkt i området. Robert Gray og John Kendrick var i 1788 de første, der handlede i makahterritoriet. 1788-94 besøgte 15 amerikanske skibe området ved Clayoquot Sound, mellem 1795-1804 var det 50, og mellem 1805-14 endnu 40. Tilsammen var der i samme periode tre britiske skibe i området. Hvorvidt disse skibe handlede med makahfolket, er dog uklart.[kilde mangler]
I 1792 forsøgte Spanien atter at anlægge en handelskoloni i Núñez Gaona (Neah Bay). Denne gang lykkedes projektet, takket være Juan Francisco de la Bodega y Quadra diplomatiske evner og den anseelse, han havde opnået hos Nuu-chah-nulth-stammerne. Denne koloni betød, at briterne i årtier fremover afholdt sig fra at kolonisere nordvestkysten. [kilde mangler]

### Epidemier
Mod slutningen af det 18. århundrede nåede de sygdomme, europæerne havde bragt med sig, også frem til makahfolkets land; befolkningstallet faldt de følgende årtier drastisk. I 1852 medførte en omfattende koppeepidemi, at bl.a. landsbyen Biheda blev forladt.

### Neah Bay-traktaten
I 1846 betød en aftale om grænsedragningen mellem USA og Storbritannien, at makahfolkets territorium blev underlagt USA, mens de øvrige Nuu-chah-nulth-stammer blev en del af Canada. 31. januar 1855 underskrev repræsentanter for makahfolket Neah Bay-traktaten med USA's regering. Den indebar bl.a., at deres territorium blev reduceret til det areal, de besidder i dag. Traktaten gjorde det muligt at etablere et reservat og bekræftede stammens ret til at jage hvaler og sæler i farvandet ud for Olympic-halvøen.  Makahfolkets eget sprog blev ikke benyttet på noget tidspunkt under forhandlingerne, og regeringens repræsentanter brugte Salishnavnet for deres stamme. Makah er i virkeligheden en ukorrekt udtalelse af et salish-begreb der betyder "gavmild med mad". Traktaten blev ratificeret af Kongressen i 1859.

## Moderne tid
I 1936 underskrev Makahstammen en ny Makah Constitution, hvori stammen accepterede Indian Reorganization Act, og de etablerede da en valgt regering for hele stammen. Forfatningen foreskrev oprettelsen af et stammeråd på fem medlemmer med en formand, som vælges af rådet hvert år. Rådet udformer og vedtager de love, der gælder for reservatet.
En lokal folketælling i 1999 viste, at stammen bestod af 1.214 fuldgyldige medlemmer, men at kun 1.079 boede i selve reservatet. Samme tælling viste også, at den gennemsnitlige arbejdsløshed lå på 51%. I dag henter størstedelen af makaherne deres primære indkomst fra fiskeri af laks, helleflynder og andre fisk fra Stillehavet, samt skovbrug.
Makahstammen afholder årligt i slutningen af august en stor offentlig festival, kaldet Makah Days. Den omfatter bl.a. en stor parade, gademarked, kapsejlads i kano, traditionelle lege, sange og danse.

## Hvalfangst
Makahfolket har en mundtlig tradition, der beretter at deres hvalfangster adskillige gange gennem historien har været afbrudt, for siden at blive genoptaget igen. Senest deres jagt blev afbrudt, var i 1920'erne, da bestanden af grønlandshvaler og gråhvaler næsten var blevet udryddet, som følge af den industrielle hvalfangst. Da gråhvalen efter en forøgelse af populationen atter blev fjernet fra listen af truede dyrearter, besluttede makahstammens råd, at hvaljagten skulle genoptages, med det argument, at det var deres ret. Stammen fik støtte i beslutningen af USA's regering og den internationale hvalfangstkommission. 17. maj 1999 blev den første gråhval nedlagt af makah-hvalfangere. Makah har fået en kvote på én bardehval årligt.
Makahfolkets traditionelle fangstteknik er både vanskelig og arbejdskrævende: Fra kanoer udskåret af Kæmpe-Thuja, der hver har en besætning på 6 til 9 personer, bliver hvalerne jagtet i det kystnære farvand. I dag benyttes dog mindre fiskerbåde. Under jagten bruges forskellige traditionelle teknikker til at udvælge, hvilken hval der skal fanges; ved at tælle antallet af hvalernes udåndinger er de i stand til at forudsige, hvornår hvalerne vil dykke, og dette bruges til at udvælge det bedste tidspunkt til sætte angrebet ind. Jægerne nærmer sig hvalen på venstre side og forsøger at ramme den, mens den er omtrent en meter nede, for på denne måde at undgå kraften fra hvalens halefinne.
Harpunen er cirka 5 meter lang og består af to stykker takstræ, der er splejset sammen. Oprindeligt blev spidsen lavet af en muslingeskal, og krogene på siden af elghorn. Senere blev der brugt amerikanske spydspidser af stål. Makahjægerne fortsatte dog med at bruge takstræ pga. den overlegne fleksibilitet, vandresistens og hårdhed. Når hvalen er ramt, falder skaftet af (det samles senere op), en line kastes nu fra kanoen med flydere af sælskind påmonteret, og trækket herfra trætter derpå hvalen. I tidligere tider blev mindre lanser kastet mod hvalen for yderligere at svække den, en proces der tog flere timer, eller endog dage. I moderne tid benyttes dog et riffel mod stort kaliber, det sikrer en hurtigere og mere skånsom død. Hvalkomissionen pålægger makahjægerne kun at bruge helt bestemte typer ammunition i deres jagt.  Når hvalen er nedlagt, springer en af jægerne i vandet og skærer huller i hvalens kæber, hvorigennem der trækkes en line, hvilket skal forhindre at munden åbnes, og at kroppen fyldes med vand og synker til bunds.
Hvalen trækkes dernæst ind til kysten, hvor den modtages af landsbyens beboere. Traditionelt bliver der udført en række ritualer og sunget særlige sange, der skal byde hvalens ånd velkommen. Derefter deles kødet ud fra særlige regler, hvor bestemte familier har ejerskab over bestemte dele af hvalkroppen. "Saddelpunktet", der befinder sig midtvejs mellem centrum af ryggen og halen tilfalder harpunøren, og bringes tilbage til hans hus, hvor et særligt ritual bliver udført. Kødet og hvalolien bliver derpå fordelt til gruppens medlemmer, og noget af den bliver spist i forbindelse med en potlatch.
Makahfolket ligger vægt på, at deres ret til hvalfangst er nedfældet i Neah Bay-traktaten fra 1855, hvori det står The right of taking fish and of whaling or sealing at usual and accustomed grounds and stations is further secured to said Indians in common with all citizens of the United States.
8. september 2007 skød og dræbte fem medlemmer af makahstammen en gråhval med en .460 kaliber riffel, af den type der bruges til jagt på elefanter, på trods af de regulativer domstolene havde pålagt makahfolkets hvaljagt. Hvalen døde 12 timer senere på vej til havs, efter at den var blevet konfiskeret af et skib fra den amerikanske kystvagt. Herefter sank den til bunds.  Stammerådet undsagde drabet og bekendtgjorde, at de ville retsforfølge jægerne i stammeforsamlingen.

## Makah i populærkulturen
- Den afsluttede scene i Jim Jarmuschs film fra 1995 Dead Man er optaget i en rekonstrueret makahlandsby, og mange af skuespillerne, der medvirker, er selv makah, og dialogen foregår på makahernes eget sprog.

## Eksterne link
- Wikimedia Commons har flere filer relateret til Makah
- Officielle Makah nation webside
- Fotografier af Makahfolk og genstande fra Library of Congress, USA
- 1937 Corporate Charter of the Makah Arkiveret 25. januar 2008 hos  Wayback Machine from a University of Oklahoma website
- Northwest Portland Area Indian Health Board – Profil af Makahstammen Arkiveret 20. januar 2008 hos  Wayback Machine
- University of Washington Libraries Digital Collections – The Pacific Northwest Olympic Peninsula Community Museum Et web-baseret museum der viser aspekter af samfundene på Olympic-halvøen
  - Makah Cultural and Research Center Online Museum Exhibit Makahstammens historie og kultur.
- Northwest Indian Fisheries Commission